# بطيمة(ابوظي) (وادي العين)

تعديل مصدري - تعديل

بطيمة(ابوظي) هي إحدى قرى عزلة وادي العين بمديرية حورة التابعة لمحافظة حضرموت، بلغ تعداد سكانها 263 نسمة حسب تعداد اليمن لعام 2004.